# Географія Коморських Островів
Коморські Острови — східноафриканська острівна країна, що знаходиться на вході до Мозамбіцької протоки між східним узбережжям континенту і північним краєм острова Мадагаскар . Загальна площа країни 2 235 км² (180-те місце у світі), з яких на суходіл припадає 2 235 км², а на поверхню внутрішніх вод — 0 км². Площа країни майже в 4 рази менша за площу Чернівецької області України. 

## Назва
Офіційна назва — Союз Коморських Островів, Коморські Острови, Комори (араб. جزر القمر — Джумухір'ят ель-Камар ель-Муттахіда; фр. Union des Comores, Comores; ком. Udzima wa Komori, Komori). Назва країни походить від назви однойменного архіпелагу який вона займає. Назва Коморських островів з арабської, Джазаїр аль-Комор (араб. جزائر القمر), що означає Місячні острови. Араби-мореплавці називали Мадагаскар Великим Місячним островом, а Комори на шляху до нього протиставляли йому й звали Малими Місячними. Ця назва закріпилась в європейській картографії через те, що ще з античних часів Клавдія Птолемея на всіх картах Африки малювали вигадані Місячні гори, що на час мандрівок португальців опинилися на картах якраз навпроти Коморських островів.

## Географічне положення
Коморські Острови — східноафриканська острівна країна, що не має сухопутного державного кордону.Коморські Острови омиваються водами Індійського океану. Загальна довжина морського узбережжя 340 км.

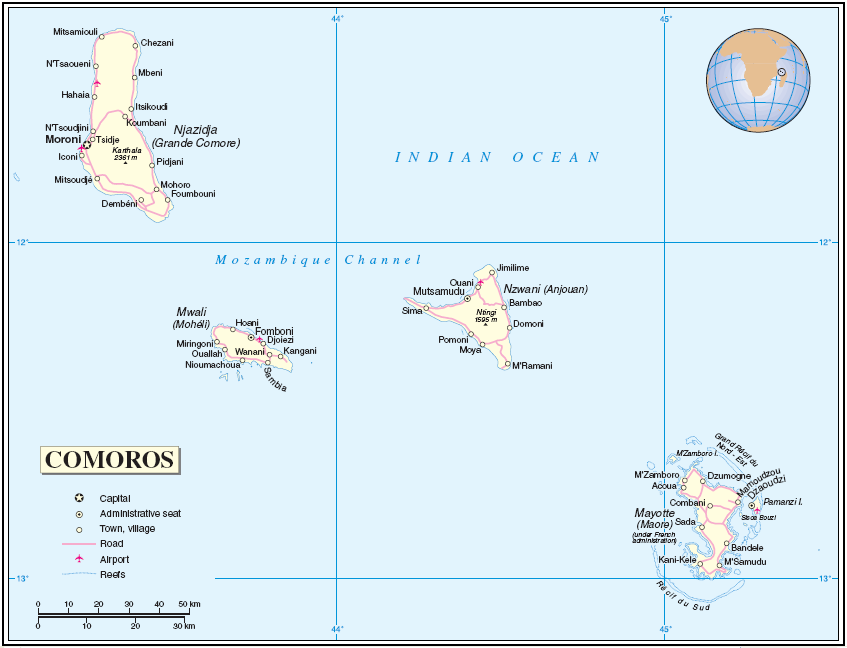
Карта Коморських Островів від ООН (англ.)
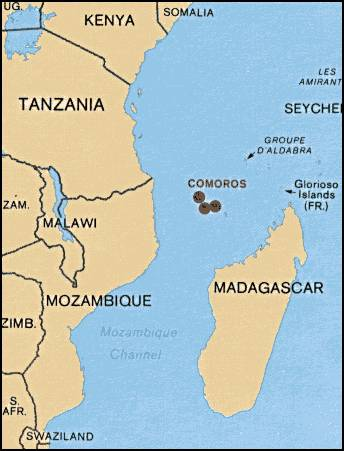
border
Порівняння розмірів території Коморських Островів та СШАПорівняння розмірів території Коморських Островів та США
Морські кордони Коморських Островів (фр.)

Згідно з Конвенцією Організації Об'єднаних Націй з морського права (UNCLOS) 1982 року, протяжність територіальних вод країни встановлено в 12 морських миль (22,2 км). Виключна економічна зона встановлена на відстань 200 морських миль (370,4 км) від узбережжя.

### Час
Час на Коморських Островах: UTC+3 (+1 година різниці часу з Києвом).

## Геологія

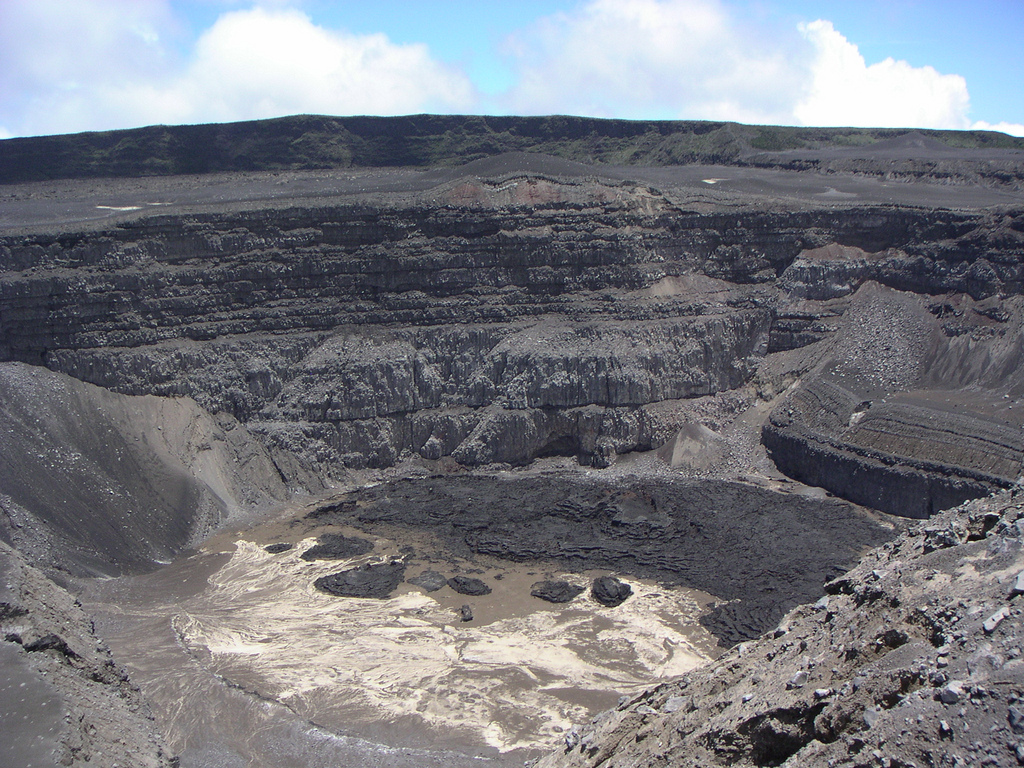
Кратер Картали
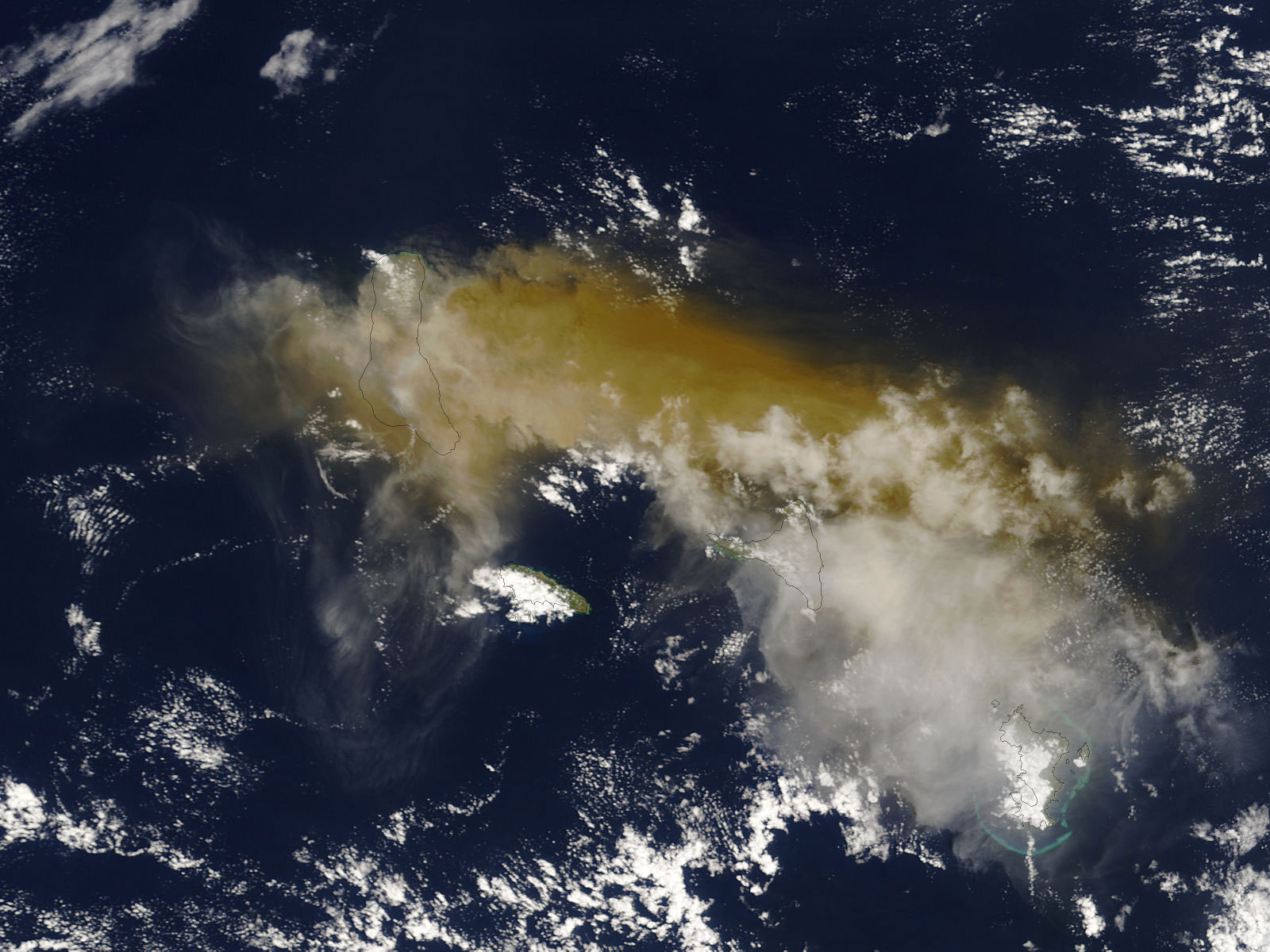
Виверження Картали 2005 року

### Корисні копалини
Надра Коморських Островів не багаті на корисні копалини, розвідані запаси і поклади відсутні.

## Рельєф
Середні висоти — дані відсутні; найнижча точка — рівень вод Індійського океану (0 м); найвища точка — гора Картала (2360 м).

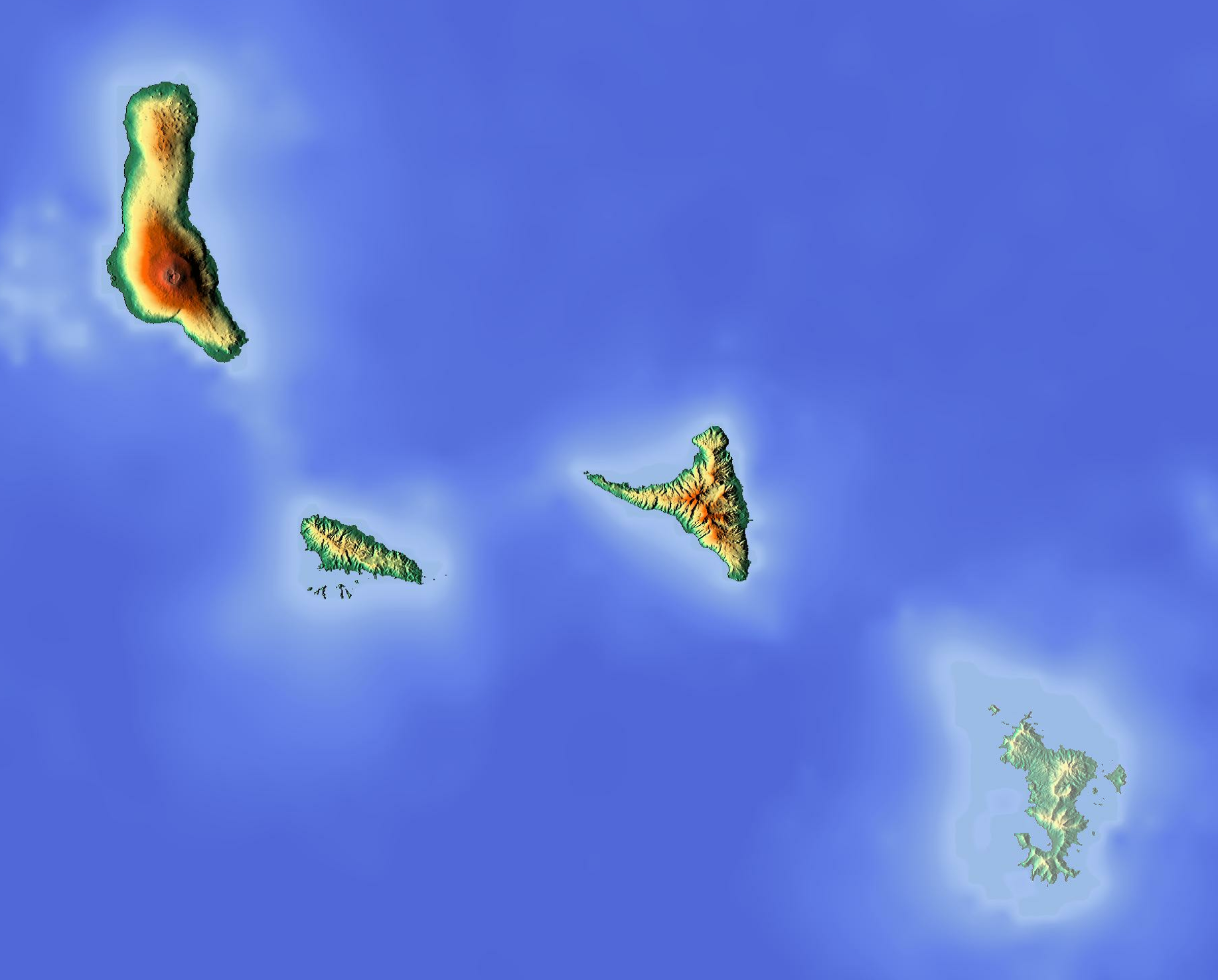
Рельєф Коморських Островів
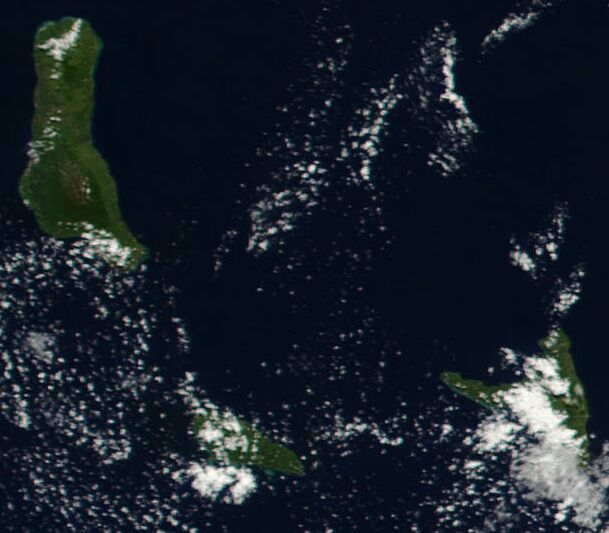
Супутниковий знімок поверхні країни
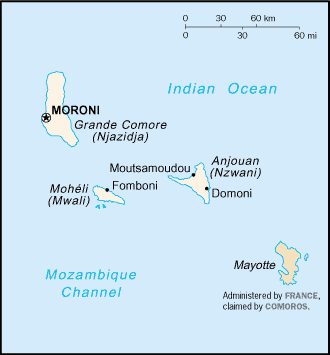
Карта країни (англ.)

### Острови

Острови Комор
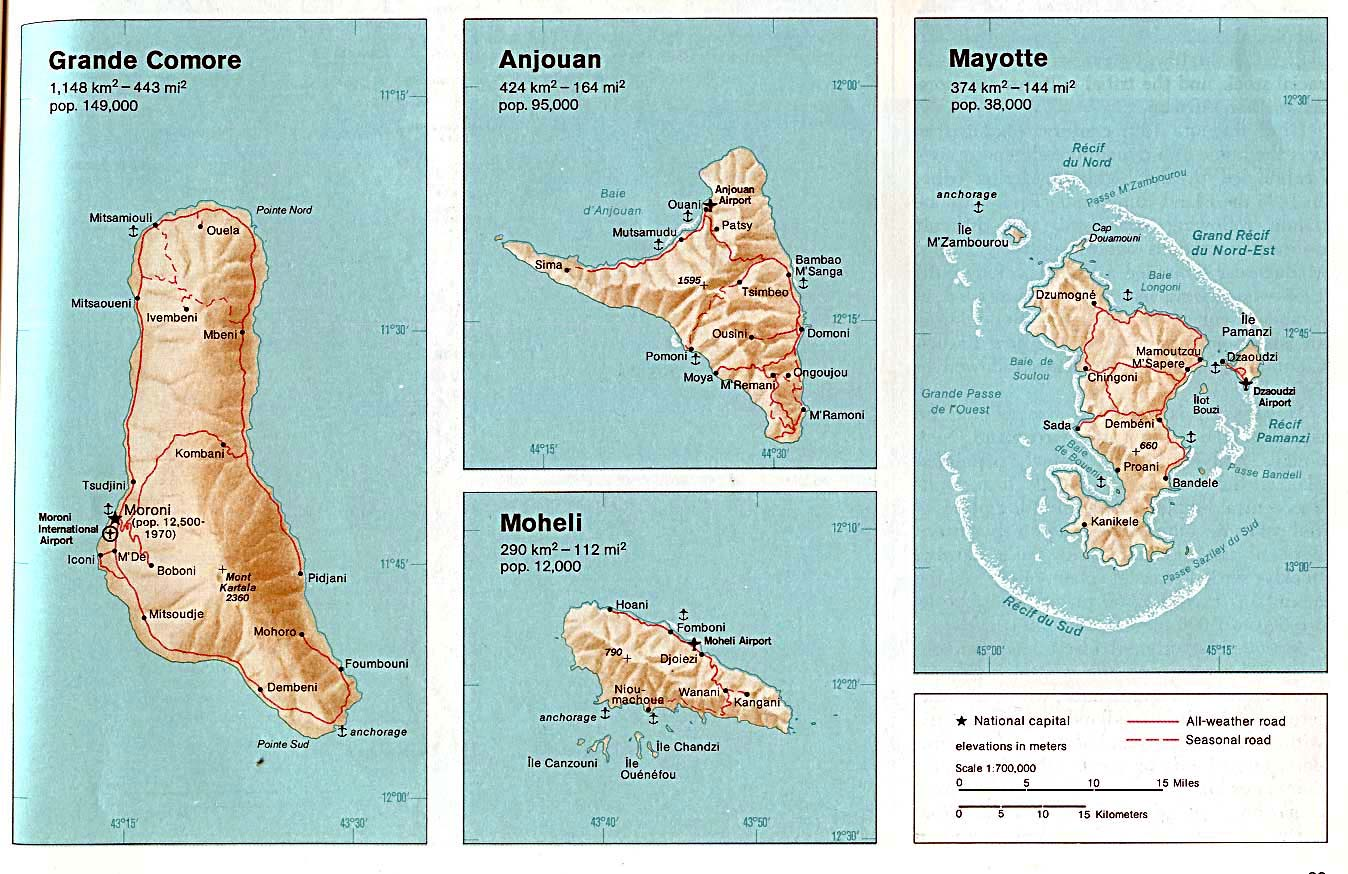
Рельєф Коморських Островів
Гранд-Комор (Нгазіджа) (фр.)
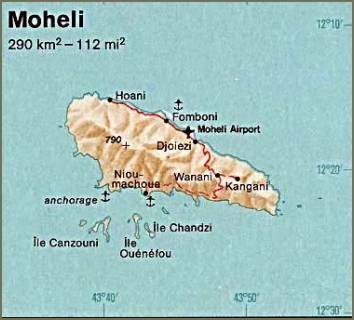
Мохелі (Мвалі) (англ.)
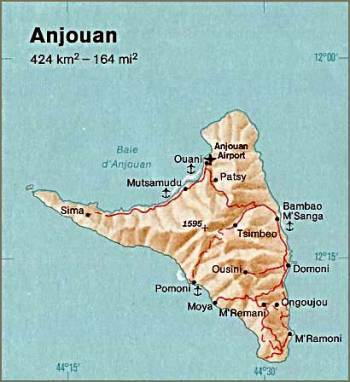
Анжуан (Нзвані) (англ.)
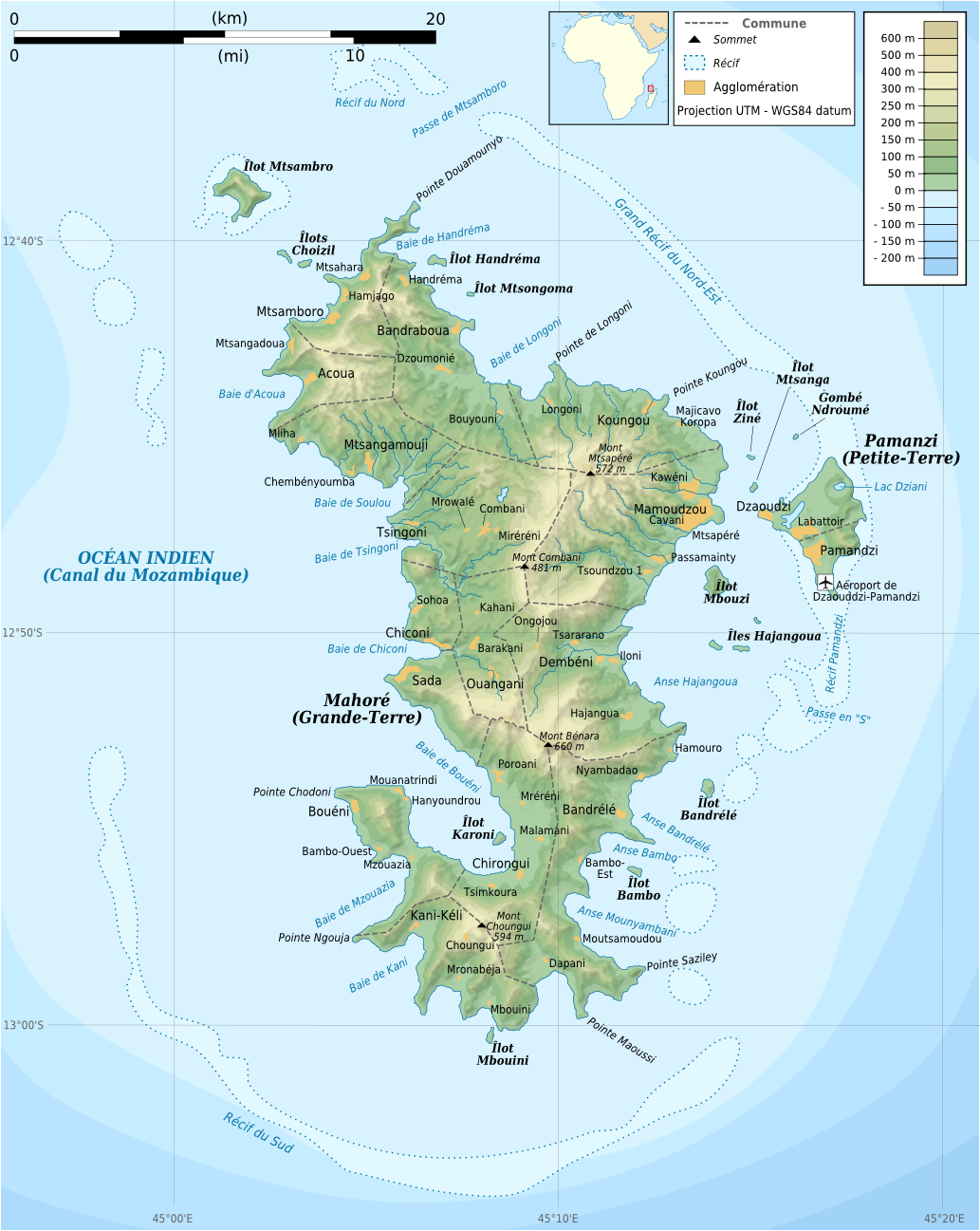
Майотта (Маоре) (фр.)

## Клімат
Територія Коморських Островів лежить у субекваторіальному кліматичному поясі. Влітку переважають екваторіальні повітряні маси, взимку — тропічні. Влітку вітри дмуть від, а взимку до екватора. Сезонні амплітуди температури повітря незначні, зимовий період не набагато прохолодніший за літній. Зволоження достатнє, у літньо-осінній період з морівта океанів можуть надходити руйнівні тропічні циклони.

Сонячна радіація (англ.)Сонячна радіація (англ.)
Кліматична карта Коморських Островів (за Кеппеном)Кліматична карта Коморських Островів (за Кеппеном)

Коморські Острови є членом Всесвітньої метеорологічної організації (WMO), в країні ведуться систематичні спостереження за погодою.

## Внутрішні води
Загальні запаси відновлюваних водних ресурсів (ґрунтові і поверхневі прісні води) становлять 1,2 км³. Станом на 2012 рік в країні налічувалось 1,3 км² зрошуваних земель.

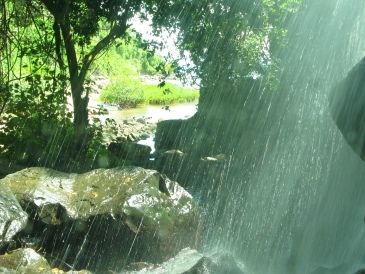
Водоспад у лісі на головному острові

### Річки
Невеличкі річки, струмки і потічки країни несуть свої води до Індійського океану.

## Рослинність
Земельні ресурси Коморських Островів (оцінка 2011 року):
- придатні для сільськогосподарського обробітку землі — 84,4 %,
  - орні землі — 46,7 %,
  - багаторічні насадження — 29,6 %,
  - землі, що постійно використовуються під пасовища — 8,1 %;
- землі, зайняті лісами і чагарниками — 1,4 %;
- інше — 14,2 %[1].

## Тваринний світ
Зоогеографічно територія країни належить до Мадагаскарської підобласті Ефіопської області.

## Охорона природи
Коморські Острови є учасником ряду міжнародних угод з охорони навколишнього середовища:
- Конвенції про біологічне різноманіття (CBD),
- Рамкової конвенції ООН про зміну клімату (UNFCCC),
- Кіотського протоколу до Рамкової конвенції,
- Конвенції ООН про боротьбу з опустелюванням (UNCCD),
- Конвенції про міжнародну торгівлю видами дикої фауни і флори, що перебувають під загрозою зникнення (CITES),
- Базельської конвенції протидії транскордонному переміщенню небезпечних відходів,
- Конвенції з міжнародного морського права,
- Монреальського протоколу з охорони озонового шару,
- Міжнародної конвенції запобігання забрудненню з суден (MARPOL),
- Рамсарської конвенції із захисту водно-болотних угідь[12].

## Стихійні лиха та екологічні проблеми
На території країни спостерігаються небезпечні природні явища і стихійні лиха: можливе проходження тропічних циклонів в сезон дощів (з грудня по квітень); вулканічна активність на острові Великий Комор, вулкан Картала (2361 м) востаннє вивергався 2007 року, попереднє виверження 2005 року спричинило великі викиди вулканічного попілу й масову евакуацію населення.
Серед екологічних проблем варто відзначити:
- деградацію земель і ерозію ґрунтів через інтенсивне землеробство на незакріплених гірських схилах без терассування;
- знеліснення.

## Фізико-географічне районування
У фізико-географічному відношенні територію Коморських Островів можна розділити на _ райони, що відрізняються один від одного рельєфом, кліматом, рослинним покривом: .

### Українською
- Атлас світу / голов. ред. І. С. Руденко ; зав. ред. В. В. Радченко ; відп. ред. О. В. Вакуленко. — К. : ДНВП «Картографія», 2005. — 336 с. — ISBN 9666315467.
- Атлас. 7 клас. Географія материків і океанів / Укладачі О. Я. Скуратович, Н. І. Чанцева. — К. : ДНВП «Картографія», 2014.
- Бєлозоров С. Т. Африка : фізико-географічний нарис. — вид. 2-ге, перероб. і доп. — К. : Радянська школа, 1957. — 232 с.
- Барановська О. В. Фізична географія материків і океанів : навч. посіб. для студентів ВНЗ : [у 2 ч.]. — Н. : Ніжинський державний університет ім. Миколи Гоголя, 2013. — 306 с. — ISBN 978-617-527-106-3.
- Африка // Гірничий енциклопедичний словник : [у 3-х тт.] / за ред. В. С. Білецького. — Д. : Східний видавничий дім, 2004. — Т. 3. — 752 с. — ISBN 966-7804-78-X.
- Костів Л. Я. Фізична географія материків і океанів. Африка : навч.-метод. посібник. — Л. : Видавничий центр ЛНУ імені Івана Франка, 2017. — 184 с. — ISBN 978-617-10-0374-3.
- Панасенко Б. Д. Фізична географія материків : навч. посіб. : в 2 ч. — В. : ЕкоБізнесЦентр, 1999. — 200 с.
- Юрківський В. М. Регіональна економічна і соціальна географія. Зарубіжні країни: Підручник. — 2-ге. — К. : Либідь, 2001. — 416 с. — ISBN 966-06-0092-5.

### Англійською
- (англ.) Graham Bateman. The Encyclopedia of World Geography. — Andromeda, 2002. — 288 с. — ISBN 1871869587.

### Російською
- (рос.) Алисов Б. П., Берлин И. А., Михель В. М. Курс климатологии [в 3-х тт.] / под. ред. Е. С. Рубинштейна. — Л. : Гидрометиздат, 1954. — Т. 3. Климаты земного шара. — 320 с.
- (рос.) Апродов В. А. Вулканы. — М. : Мысль, 1982. — 368 с. — (Природа мира)
- (рос.) Апродов В. А. Зоны землетрясений. — М. : Мысль, 2010. — 462 с. — (Природа мира) — ISBN 978-5-244-01122-7.
- (рос.) Коморские Острова // Африка: энциклопедический справочник [в 2-х тт.] / гл. ред. А. А. Громыко. — М. : Советская энциклопедия, 1986. — Т. 1. А-К. — 671 с.
- (рос.) Браун Л. Африка. — М. : Прогресс, 1976. — 288 с. — (Континенты, на которых мы живем)
- (рос.) Букштынов А. Д., Грошев Б. И., Крылов Г. В. Леса. — М. : Мысль, 1981. — 316 с. — (Природа мира)
- (рос.) Власова Т. В. Физическая география материков. С прилегающими частями океанов. Южная Америка, Африка, Австралия и Океания, Антарктида. — 4-е, перераб. — М. : Просвещение, 1986. — 269 с.
- (рос.) Гвоздецкий Н. А., Голубчиков Ю. Н. Горы. — М. : Мысль, 1987. — 400 с. — (Природа мира)
- (рос.) Гвоздецкий Н. А. Карст. — М. : Мысль, 1981. — 214 с. — (Природа мира)
- (рос.) Географический энциклопедический словарь: географические названия / под. ред. А. Ф. Трёшникова. — 2-е изд., доп. — М. : Советская энциклопедия, 1989. — 585 с. — ISBN 5-85270-057-6.
- (рос.) Исаченко А. Г., Шляпников А. А. Ландшафты. — М. : Мысль, 1989. — 504 с. — (Природа мира) — ISBN 5-244-00177-9.
- (рос.) Каплин П. А., Леонтьев О. К., Лукьянова С. А., Никифоров Л. Г. Берега. — М. : Мысль, 1991. — 480 с. — (Природа мира) — ISBN 5-244-00449-2.
- (рос.) Словарь современных географических названий / под общей редакцией акад. В. М. Котлякова. — Екатеринбург : У-Фактория, 2006.
- (рос.) Литвин В. М., Лымарев В. И. Острова. — М. : Мысль, 2010. — 288 с. — (Природа мира) — ISBN 978-5-244-01129-6.
- (рос.) Лобова Е. В., Хабаров А. В. Почвы. — М. : Мысль, 1983. — 304 с. — (Природа мира)
- (рос.) Максаковский В. П. Географическая картина мира. Книга I: Общая характеристика мира. — М. : Дрофа, 2008. — 495 с. — ISBN 978-5-358-05275-8.
- (рос.) Максаковский В. П. Географическая картина мира. Книга II: Региональная характеристика мира. — М. : Дрофа, 2009. — 480 с. — ISBN 978-5-358-06280-1.
- (рос.) Поспелов Е. М. Географические названия мира: Топонимический словарь. — М. : АСТ, 2005.
- (рос.) Коморские Острова // Страны Африки. Политико-экономический справочник / ред. В. Солодовников, В. Румянцев. — М. : Издательство политической литературы, 1969. — 318 с.
- (рос.) Физико-географический атлас мира. — М. : Академия наук СССР и Главное управление геодезии и картографии ГУГК СССР, 1964. — 298 с.
- (рос.) Энциклопедия стран мира / глав. ред. Н. А. Симония. — М. : НПО «Экономика» РАН, отделение общественных наук, 2004. — 1319 с. — ISBN 5-282-02318-0.

### Французькою
- (фр.) René Battistini et Pierre Vérin. Géographie des Comores. — Nathan, Paris : Agence de coopération culturelle et technique, 1984. — 142 с. — ISBN 2-09-164603-2.
- (фр.) Chanfi Mbae Mohamed. Géographie des transports aux Comores. — Paris : Паризький університет, 2002. — 443 с.